# 新名古屋地下トンネル

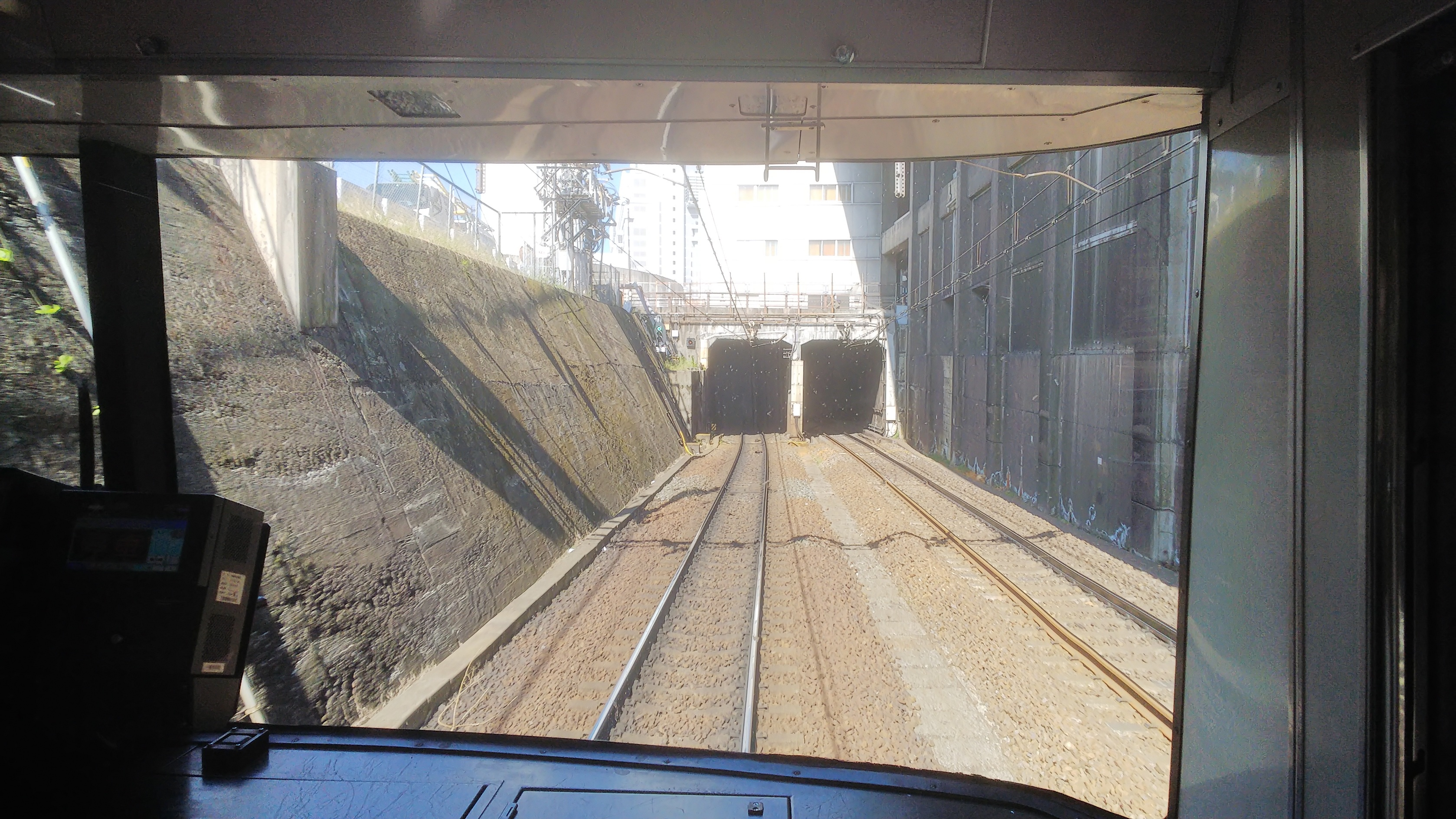
新名古屋地下トンネル山王駅側

新名古屋地下トンネル（しんなごやちかトンネル）は、名鉄名古屋本線の山王駅と栄生駅の間にあるトンネルである。
名鉄名古屋駅はこのトンネルの中にある地下駅である。
名古屋本線は全体的に平坦な場所を通っているためにトンネルはこの一箇所しかない。

## 概要
旧・名岐鉄道（西部線）と旧・愛知電気鉄道（東部線）を結ぶ地下トンネルである。トンネル内には名鉄名古屋駅がある。
延長は1,419.13m、トンネル内は複線構造である。工事はオープンカット工法で行われた。名鉄名古屋駅は上下各1線、相対式ホーム上下各1面と島式ホーム1面である。かつては近鉄名古屋駅の間に連絡線があり、1950年（昭和25年）8月4日から1952年（昭和27年）9月30日までの間、団体列車に限り名鉄・近鉄の相互で直通運転を行っていた（1954年（昭和29年）名鉄ビル（現在の名鉄百貨店）工事にともない連絡線は廃止）。
山王駅方のトンネル坑口は短距離ですぐに高架線へつながるため、35‰という名鉄最急勾配の区間となる。そのためここでは下り列車はATSにより制限速度45km/h、第1場内信号機と1つ手前の閉塞信号機とは重複現示としている。栄生駅方坑口の勾配は30‰で駅からも離れており大幅な速度制限はない。

## 歴史
- 1935年（昭和10年）8月1日 : 名岐鉄道と愛知電気鉄道が合併、（新）名古屋鉄道株式会社が発足。旧名岐鉄道の西部線起点は押切町駅。旧愛知電気鉄道の東部線起点は神宮前駅と離れていた。
- 1937年（昭和12年）2月1日 : 名古屋駅（現在のJR名古屋駅）が現在地に移転・高架化。旧駅の跡地を利用して新駅を設置し、地下トンネルで東西両線を連絡する計画が立てられ、同年7月に工事が開始される。
- 1941年（昭和16年）8月12日 : 新名古屋地下トンネルが竣工し、西部線側の東枇杷島駅（移設） - 新名古屋駅（現在の名鉄名古屋駅）間を開業。
- 1944年（昭和19年）9月1日 : 東部線側の神宮前 - 新名古屋間が開業。金山駅（翌1945年（昭和20年）に金山橋駅に改称。現・金山駅）で繋がる。
- 1948年（昭和23年）5月16日 : 豊橋 - 新岐阜（現在の名鉄岐阜駅）間を名古屋本線とし豊橋 - 新岐阜間直通運転開始。
- 1954年（昭和29年）11月25日 : 新名古屋駅構内の配線変更を行い、3面2線の現在の形になる。
- 2005年（平成17年）1月29日 : 駅名が、新名古屋駅から名鉄名古屋駅に改称される。
- 2016年（平成28年）3月16日 : 名鉄名古屋駅以外の区間でも携帯電話（Y!mobileブランドの一部端末とPHSを除く）の利用が可能となる。[1][2][3][4][5]

## その他
トンネルと地上までは、一般の建築物に換算すると地下1.5階相当の深さしかない。このトンネルの上には、名鉄百貨店などの大型店舗もあるが、これらの店舗の建設時にはこのトンネルの影響が、少なからずあったという。
名鉄名古屋駅から北側へは、名古屋市営地下鉄名古屋駅コンコース脇、JRゲートタワー直下、JPタワー名古屋の西、名古屋ルーセントタワーの西を通る。特にゲートタワー直下では名古屋駅市バスターミナル付近の地下を通過しており、一部ののりばでは電車の通過音が聞こえることがある。名古屋市営地下鉄東山線とは地下で並走しており、地下鉄は亀島駅の手前で左へカーブしこの新名古屋地下トンネルをアンダーパスしている。
名鉄名古屋駅のすぐ北では、名古屋市営地下鉄名古屋駅のMB1階コンコース脇を通る。コンコースはこの新名古屋トンネルによってゲートウォークと分断されており、高島屋地階と繋がっているにもかかわらず人影はまばらである。
JRゲートタワーの建設にあたっては、かつての名古屋ターミナルビル解体終盤からJRゲートタワー基礎工事の期間において、「名鉄線函体防護工事」という防護工事が並行して行われた。
JPタワー名古屋の西側では直上は名鉄グループの運営するレンタカー会社の駐車場や、低層住宅となっており、名工建設のかつての本社ビルや、一部の飲食店などがトンネル直上を避けて立地している。
名古屋ルーセントタワーの西側から地上に出るまでは直上は道路や駐車場、低層の建物が立地している。
工事にあたって、資材不足のため中断が続いたという。トンネルは1941年（昭和16年）に完成したが、東部線側は用地取得やルート変更、太平洋戦争の激化により大幅に遅れてしまった。資材不足のため一部の高架区間の構造物は木製であったという。
携帯電話（Y!mobileブランドの一部端末とPHSを除く）の通話・通信が全区間で利用可能となっているが、以前（2016年（平成28年）3月15日まで）は名鉄名古屋駅構内でのみ利用でき、それ以外の区間では利用できなかった。